# Аксай (Акмолинская область)
Аксай (каз. Ақсай) — село в Есильском районе Акмолинской области Казахстана, образует административно-территориальную единицу «Село Аксай»
- Код КАТО — 114833100[3].
- Код КАТО административной единицы — 114833000[4].

## География
Село расположено в 7 км на юго-запад от районного центра города Есиль близ автодороги P-13.

## Население
В 1989 году население села составляло 1456 человек (из них русских 37%, украинцев 20%).
В 1999 году население села составляло 1219 человек (661 мужчин и 558 женщин). По данным переписи 2009 года, в селе проживали 972 человека (505 мужчин и 467 женщин).